# Chill of an Early Fall
| Оценки критиков      | Оценки критиков                                                          |
| Источник             | Оценка                                                                   |
| -------------------- | ------------------------------------------------------------------------ |
| Allmusic             | [ 1 ]                                                                    |
| Chicago Tribune      | [ 2 ]                                                                    |
| Entertainment Weekly | A+                                                                       |
| Los Angeles Times    | [ 4 ]                                                                    |
| Q                    | 4 из 5 звёзд · 4 из 5 звёзд · 4 из 5 звёзд · 4 из 5 звёзд · 4 из 5 звёзд |

Chill of an Early Fall — студийный альбом американского кантри-певца Джорджа Стрейта, вышедший 19 марта 1991 года на лейбле MCA Records. Продюсером альбома был Джимми Боуэн и сам Стрейт. Диск дал два кантри-сингла на № 1 Hot Country Songs (If I Know Me; You Know Me Better Than That). Альбом получил умеренные и положительные отзывы музыкальных критиков и он достиг № 4 в кантри-чарте Top Country Albums и № 45 в Billboard 200 (США), его тираж превысил 1 млн копий и он получил платиновый статус RIAA.

## Список композиций
1. «The Chill of an Early Fall» (Green Daniel, Gretchen Peters) — 3:29
2. «I’ve Convinced Everybody but Me» (Buddy Cannon, L. David Lewis, Kim Williams) — 3:19
3. «If I Know Me» (Pam Belford, Dean Dillon) — 2:42
4. «You Know Me Better Than That» (Anna Lisa Graham, Tony Haselden) — 3:01
5. «Anything You Can Spare» (Harlan Howard) — 2:18
6. «Home in San Antone» (Floyd Jenkins) — 2:24
7. «Lovesick Blues» (Cliff Friend, Irving Mills) — 2:55
8. «Milk Cow Blues» (Kokomo Arnold) — 4:51
9. «Her Only Bad Habit Is Me» (Don Cook, Howard) — 3:17
10. «Is It Already Time» (Aaron Barker) — 2:47

## Позиции в чартах
| Чарт (1991)                       | Высшая позиция |
| --------------------------------- | -------------- |
| U.S. Billboard Top Country Albums | 4              |
| U.S. Billboard 200                | 45             |